# 俺の下であがけ
『俺の下であがけ』（おれのしたであがけ）は、2002年11月29日にアリスソフトの姉妹ブランド・Alice Blueから発売されたボーイズラブ系アダルトゲームである。2007年6月21日にはディースリー・パブリッシャーからPlayStation 2用ソフト『俺の下でAGAKE』が発売された。
PC版はプレイヤーは主人公・黒崎壱哉となり、秘書と共に標的となる男たちに様々な「工作」を施して高額の借金を背負わせ、最終的に返しきれないほどの借金を背負わせた上で奴隷として買い上げることが目的となる。
PS2版はストーリーやシステムが大幅に変更され、主人公・黒崎壱哉が一度死亡して悪魔との契約により蘇生し、完全に蘇生するために人間の魂を奪うことになるというストーリーになっている。プレイヤーはターゲットに「工作」を施すことで借金ではなく「不幸」を背負わせることができ、不幸を背負わせることで少しずつターゲットの「エナジー」（enと表記される）を奪っていく。秘書と共に標的となる男たちに多くの不幸を背負わせ、最終的には背負いきれないほどの不幸を負わせたターゲットの魂と引き替えに生き返ることが目的となる。また、PS2への移植に当たり、性描写がほのめかし程度に抑えられている。

## あらすじ
PC版
消費者金融「クロサキ・ファイナンス」の経営者である黒崎壱哉（くろさき いちや）は、新しい支社ビルが建つ場所へ視察に出かけ、かつての同級生で花屋を営む樋口崇文（ひぐち たかふみ）、勤労少年の清水新（しみず あらた）、サラリーマンの山口幸雄（やまぐち ゆきお）という三人の男性に出会った。三人を気に入った壱哉は、彼らに莫大な借金を背負わせることで自分のものにしようと企み、秘書の吉岡と共に様々な工作を三人に仕掛けていく。
PS2版
消費者金融「クロサキ・ファイナンス」の社長である黒崎壱哉は、ある日気まぐれで故郷の町を視察しに訪れた。そこで壱哉はかつての同級生・樋口をはじめとする三人の男性と出会う。そんな中、視察を続けていた壱哉は突然発作を起こして倒れてしまう。異空間で目覚めた壱哉の前に現れたのは、悪魔と名乗る青年・ネピリム。ネピリムは壱哉に「人間を一人不幸にしてその人物の魂を奪えば、壱哉を生き返らせる」と契約を持ちかけてくる。壱哉はその契約を承諾し、ネピリムからかりそめの命を与えられて蘇生。その後、壱哉は秘書の吉岡と共に、ネピリムから渡された「不幸のカード」を使って故郷の町で出会った三人の男性を不幸にしようとする。

## 登場人物

### 主要な登場人物
黒崎 壱哉（くろさき いちや） 25歳
声：緑川光、小学生時代の声：むたあきこ（ドラマCDのみ）
身長：179 cm 体重：70 kg 誕生日：6月6日 星座：双子座 血液型：AB型 趣味：人間ウォッチング、他 好きな食べ物：オムレツ 好きな色：紫
苦手なもの：女性 大切なもの：自分
主人公。金融会社クロサキファイナンスの若き社長で、クロサキ企業グループを治める英才の持ち主。気に入った男性達に工作を仕掛け、彼らを自分のものにしようと企む。
PS2版では故郷の町の視察に訪れた際に突然心臓発作で倒れ命を落としてしまうが、悪魔ネピリムと契約を結ぶことでかりそめの命を与えられて蘇生。完全に生き返ることを目標に気に入った男性たちに工作を仕掛けていく。
「黒崎」は母方の姓で、父とは姓が異なる。
吉岡 啓一郎（よしおか けいいちろう） 31歳
声：森川智之
身長：183 cm 体重：80 kg 誕生日：9月18日 星座：乙女座 血液型：A型 趣味：料理 好きな食べ物：いちご 好きな色：青
苦手なもの：カニ（見るだけでもダメ） 大切なもの：壱哉様
壱哉の忠実な秘書。壱哉の指示を受けて三人の男性たちに次々と工作を仕掛けていく。
PS2版でも同様の役割を持つが、こちらではシナリオ展開によってネピリムから壱哉を守ろうと行動を起こす。
樋口 崇文（ひぐち たかふみ） 25歳
声：石川英郎
身長：172 cm 体重：68 kg 誕生日：2月26日 星座：魚座 血液型：A型 趣味：園芸 好きな食べ物：トンカツ 好きな色：赤
苦手なもの：せわしない人 大切なもの：父から譲り受けたバラ園
壱哉のターゲットの一人で、壱哉の中学時代の同級生。
花屋を経営しており、新種のバラの育成に力を入れている。しかしそれと同時に地主とのトラブルが原因で立ち退きを迫られている。また、気性の荒い一面もある。
清水 新（しみず あらた）
声：阪口大助
身長：162 cm 体重：52 kg 誕生日：12月15日 星座：射手座 血液型：O型 趣味：掃除 好きな食べ物：ラーメン 好きな色：緑
苦手なもの：犬 大切なもの：先輩からもらったバイク
壱哉のターゲットのひとりで、弁護士を目指す勤労少年。家族は居ない。たまたま壱哉の車に工具箱を落としてしまったことがきっかけで目をつけられる。
金持ちを嫌っており、壱哉にも反感を抱いている。
PS2版では年齢は17歳とされている。PC版には年齢設定がない。
山口 幸雄（やまぐち ゆきお） 29歳
声：飛田展男
身長：175 cm 体重：67 kg 誕生日：1月1日 星座：山羊座 血液型：B型 趣味：野球 好きな食べ物：ざるそば 好きな色：白
苦手なもの：ピーマン 大切なもの：一也
壱哉のターゲットのひとりで、建設会社事務職の会社員。妻に先立たれており、息子の一也を男手一つで育てている。その事情から出世の道を自ら辞退したという過去がある。
シナリオの展開によっては壱哉に大きな影響を与えることになる。
ネピリム
声：岸尾大輔
身長：？ cm 体重：？ kg 誕生日：？ 星座：？ 血液型：？ 趣味：つまみ食い 好きな食べ物：善良な人間のエナジー、お菓子 好きな色：黒
苦手なもの：理解できないもの 大切なもの：ザヴィード様
PS2版で登場するキャラクター。
魔界からやってきた悪魔で、角と翼を持つ青年の姿をしている。突然倒れて臨死体験をしていた壱哉の前に現れ、契約を結ぶのと引き換えに彼にかりそめの命を与えて蘇生させた。その際、壱哉に闇の力と不幸の魔符（カード）を与える。
相手にまやかしを見せる・瞬間移動するなどの超常的な力を操ることができ、また人間を見下しているが、初対面の時から横柄な態度を取る壱哉には苦手意識を抱いている。契約を結んだ後も壱哉からほぼ一方的に扱われている。

山口 一也（やまぐち かずや）
声：釘宮理恵
山口の一人息子。体が弱い。

### その他の人物
声はドラマCD版 / PS2版の順。同じ場合は統一表記した。
黒崎 綾子（くろさき あやこ）
声：川崎恵理子 / 佐々木亜紀
壱哉の母。
吉岡 孝一（よしおか こういち）
声：橋本昌也 / 根本幸多
吉岡の父。
西條 貴之（さいじょう たかゆき）
声：高田べん / 竹本英史
壱哉の実父。西條グループの社長。
クラウス
声：田坂秀樹（ドラマCDのみ）
壱哉が留学先で懇意にしていた人物。
サンダー
声：高田べん
樋口が飼う老犬。PS2版とドラマCDではセリフが割り当てられている。
竹川
声：小原雅一
梅本
声：田坂秀樹
松岡
声：高田べん
清水を狙うあやしい一団。
大家
声：小原雅一（ドラマCDのみ）
女性客・事務員
声：天瀬まゆ（ドラマCDのみ）
ザヴィード
PS2版にのみ登場。ネピリムが仕えている魔界の王。本編には名前のみ登場するが、あるエンディングで姿を見せる。

## スタッフ
- シナリオ：陣内
- キャラクター原画、監修：suzuken

## CD
ドラマCDはいずれもPCゲーム版を元にしたものである。
購入にあたり年齢制限こそされていないが、PC版ゲームに準じた内容・描写が各ディスクに存在するため実質18禁と言える。
ドラマCD「俺の下であがけ」TARGET1：樋口・清水
2枚組 2003年9月26日 マリン・エンタテインメント
【初回封入特典】ご教訓ステッカー
Disc1 TARGET：樋口崇文
1. クスリ
2. 再会
3. 花
4. 老犬
5. この薔薇を君に
6. 雨
7. 夕焼けの屋上
8. 炎上
9. 陵辱
10. 懺悔
11. 花の色

Disc2 TARGET：清水新
1. 入試
2. あれから一年…
3. 朝の風景
4. 夢
5. 帰郷
6. 望まぬ再会
7. 離れてても
8. 体温
9. 合格発表

ドラマCD「俺の下であがけ」TARGET2：山口・吉岡
2枚組 2003年10月24日 マリン・エンタテインメント
【初回封入特典】クロサキファイナンス・キャッシュカード
Disc1 TARGET：山口幸雄
1. アフター・ファイブ
2. きっかけ
3. びっくりパーティー
4. 帰宅
5. しあわせ
6. 週末
7. 休憩……
8. プロポーズ

Disc2 TARGET：吉岡啓一郎
1. 出会い
2. ターゲットたち
3. 訣別
4. 傷
5. 葛藤
6. クラウス
7. 悪い夢
8. 告白
9. あたたかな肌
10. 上昇

「俺の下であがけ」Sound&D
2003年9月26日 マリン・エンタテインメント
【初回封入特典】ミニパズル
Sound Track Part
1. Main Theme〜俺の下であがけ〜
2. 社長、絶好調。
3. THE Crimson City
4. THE NIGHTMARE
5. 薔薇の名前
6. 星に願いを
7. THRILL OF GAME
8. キャッチボールしよう
9. As Time Goes by
10. 食虫花
11. A Few Good Men

きのこPart
1. ピラルル吉岡〜愛の告白〜
2. ピラルル吉岡〜愛の歓び〜
3. ピラルル吉岡〜愛の嵐〜
4. 忠犬?サンダー vs. 山口親子
5. 忠犬?サンダー vs. 清水新
6. 忠犬?サンダー vs. 黒崎壱哉
7. Brother Prince
8. 借金戦隊クロサキファイブ第1020345729話〜壮絶!メテオストライク〜

俺の下でAGAKE オリジナルサウンドトラック
2007年6月20日 ティームエンタテインメント
1. 俺の下であがけ（ゲームバージョン）歌：「黒崎壱哉」役、緑川光
2. 終わらない絆（ゲームバージョン）歌：「黒崎壱哉」役、緑川光
3. Main Theme〜俺の下であがけ〜
4. 社長、絶好調。
5. THE Crimson City
6. THE NIGHTMARE
7. 薔薇の名前
8. 星に願いを
9. THRILL OF GAME
10. キャッチボールしよう
11. As Time Goes by
12. 食虫花
13. A Few Good Men
14. Blue Waltz
15. 俺の下であがけ（フルバージョン）歌：「黒崎壱哉」役、緑川光
16. 終わらない絆（フルバージョン）歌：「黒崎壱哉」役、緑川光

## 書籍
- 俺の下であがけ（ビーゲームノベルズ） ISBN 4-8352-1456-0 ビブロス 2003年6月
  - 陣内、徳丸佳貴、アリスブルー（原著）
- 俺の下であがけ・楽園行 - 公式原画・設定資料集 ISBN 4-89490-363-6 パラダイム 2003年9月
- 俺の下であがけ（スーパービーボーイコミックス） ISBN 4-8352-1712-8 ビブロス 2005年2月10日
  - 天城れの、桜遼、池玲文、環レン、九州男児、アリスブルー（原著）

## 評価
一般向けゲームを扱うウェブサイト・電撃オンラインにはPS2版のレビューが掲載された。レビュアーの村田（仮）は絶望にさいなまされる男の顔に魅力を感じる者やののしられるのが好きな者にはお勧めだとし、声優ファン・BLファンの双方が楽しめるだろうとしている。一方、村田は主人公の壱哉がもっと期地区でもよかったかもしれないと述べている。